# Barreiros (Viseu)
Barreiros is een plaats (freguesia) in de Portugese gemeente Viseu en telt 334 inwoners (2001).